# Bernardino Piceller
Bernardino Piceller (Bernardin Pitschieler; Ortisei, 28 maggio 1775 – Perugia, 13 maggio 1853) è stato un pittore austriaco.

## Biografia
Originario della Val Gardena, si trasferi nel 1796 a Roma, dove ebbe una formazione come pittore. Sono sconosciuti i suoi maestri e il primo  periodo della sua vita.
Nel 1811 fu nominato membro onorario dell'Accademia di belle arti di Perugia, dove risiedevano da diverso tempo altri membri della familia Piceller (probabilmente commercianti).
Nel 1810 dipinse a Roma un ritratto del  musicista Francesco Morlacchi (1784-1841), suo amico  e forse residente presso di lui a Roma. Si trasferì a Perugia intorno al 1810 e vi rimase, salvo brevi interruzioni, per tutta la vita.
Una cognata dell'artista era Tommasa Satolli, priora del convento Santa Maria delle Grazie in Monterone presso Perugia.  Bernardino Piceller è l'autore di due pale della  chiesa del convento rimodernato nel 1817. Dalla  metà del 1825 il pittore soggiornò  nuovamente a Roma.
Non è noto con chi fosse sposato, mentre si sa che aveva un figlio di nome Trasone ed un nipote di nome Alessandro, che era antiquario ed architetto a Perugia e che trasformò nel 1886 una cappella in stile quattrocentesco, attualmente chiamata "Castello di Monterone". Morì probabilmente a Perugia.

## Opere
Alcune opere di carattere neoclassico e copie di ritratti dalla Disputa di Raffaello sono conservate nel Museo Ferdinandeum di Innsbruck. Quattro ritratti eseguiti da Piceller sono conservati in proprietà  privata a Ortisei.